# Nancy Drew
Nancy Drew è la protagonista femminile di una serie di romanzi gialli per ragazze e ragazzi pubblicata negli Stati Uniti d'America a partire dagli anni trenta, e in Italia a partire dagli anni settanta, nella collana della Arnoldo Mondadori Editore Il giallo dei ragazzi, al pari di altre serie come gli Hardy Boys, I tre investigatori e I Pimlico Boys e attualmente dalla Casa Editrice Piemme nella serie 10-14 anni della collana Il battello a vapore.
Protagonista della serie è la giovane e affascinante Nancy, investigatrice dilettante dai capelli rossi e dal pronto intuito, coinvolta in una serie di vicende a sfondo giallo. La sua azione si distingue per l'indipendenza di giudizio e la verosimiglianza delle trame: nonostante la giovane età i suoi interessi in campo sportivo ed artistico le consentono una vita dinamica e non priva di colpi di scena a sorpresa.
Nelle storie di Nancy Drew è fondamentale l'elemento della suspense, mediante ambientazioni e situazioni angoscianti, specialmente nell'attesa di uno sviluppo premeditato nel corso di un'indagine accuratamente pianificata.
Delle varie serie della collana, è probabilmente quella maggiormente affine al thriller puro, tendenzialmente adatta anche a un pubblico adulto, anche se originariamente destinata agli adolescenti.

## L'autrice
I romanzi furono pubblicati a nome di Carolyn Keene, pseudonimo dietro al quale si celavano diversi autori dello Stratemayer Syindicate, gruppo di autori guidati da Edward Stratemayer, scrittore e imprenditore nel settore letterario, creatore della serie degli Hardy Boys.

Tra gli altri autori che scrissero romanzi con lo pseudonimo "Carolyn Keene":

### Mildred Benson
Mildred Augustine Wirt Benson (Ladora, 10 luglio 1905 - Toledo, 28 maggio 2002) ha scritto 23 dei primi 30 libri, dal 1930 al 1953.

## I titoli
- Carolyn Keene, La maledizione di Fenley Place. Nancy Drew girl detective, Traduzione di Matilde Macaluso; illustrazioni di Alessandra Ceriani; collana: Il battello a vapore, Milano, Piemme, 2007, ISBN 88-384-3218-X.
- Carolyn Keene, Caccia allo smeraldo. Nancy Drew girl detective, Traduzione di Francesca Flore; illustrazioni di Alessandra Ceriani; collana: Il battello a vapore, Milano, Piemme, 2007, ISBN 88-384-3221-X.
- Carolyn Keene, Il covo nascosto, Collana: Il giallo dei ragazzi, Milano, Mondadori, 1977  [1970].
- Carolyn Keene, Il diario rivelatore, Collana: Il giallo dei ragazzi, Milano, Mondadori, 1976.
- Titoli pubblicati da Mondadori, Milano, nella Collana "Il giallo dei ragazzi"

1. Il covo nascosto (The Password to Larkspur Lane) (1970), nº2
2. Il vaso dei Ming (The Clue of the Leaning Chimney) (1970), nº4
3. La lettera misteriosa (Nancy's Mysterious Letter) (1970), nº6
4. Il ranch delle ombre (The Secret of Shadow Ranch) (1970), nº8
5. Il mistero delle chiavi nere (The Clue of the Black Keys) (1970), nº10
6. Il diario rivelatore (The Clue in the Diary) (1971), nº12
7. Il passaggio segreto (The Hidden Staircase) (1971), nº14
8. Il mistero del bungalow (The Bungalow Mystery) (1971), nº16
9. Testamento a sorpresa (The Sign of the Twisted Candles) (1971), nº18
10. Il medaglione spezzato (The Clue of the Broken Locket) (1971), nº20
11. Il rubino d'oriente (The Secret of the Wooden Lady) (1971), nº22
12. Una ladra in visone (The Mystery at the Ski Jump) (1971), nº24
13. L'ereditiera scomparsa (The Moonstone Castle Mystery) (1971), nº27
14. Un difficile enigma (The Clue in the Crossword Cipher) (1971), nº31
15. L'invisibile intruso (The Invisible Intruder) (1972), nº35
16. La modella misteriosa (The Mysterious Mannequin) (1972), nº39
17. La maschera d'argento (The Crooked Banister) (1972), nº42
18. Il villaggio indiano (The Phantom of Pine Hill) (1972), nº45
19. Una vicenda scozzese (The Clue of the Whistling Bagpipes) (1972), nº48
20. L'alchimista imbroglione (The Mystery of the 99 Steps) (1972), nº51
21. La maschera di velluto (The Clue of the Velvet Mask) (1972), nº54
22. La marionetta che balla (The Clue of the Dancing Puppet) (1972), nº57
23. La diligenza della paura (The Clue in the Old Stagecoach) (1973), nº60
24. La banda dello scorpione (The Secret of the Golden Pavilion) (1973), nº63
25. Il manoscritto cinese (The Mystery of the Fire Dragon) (1973), nº65
26. La principessa del fiume (The Haunted Showboat) (1973), nº69
27. La vedova nera (The Secret in the Old Attic) (1974), nº74
28. L'orma del gigante (The Mistery of the Moss-Covered Mansion) (1974), nº77
29. Le perle della danzatrice (The Clue in the Crumbling Wall) (1974), nº80
30. La grotta del terrore (The Mystery of the Tolling Bell) (1974), nº83
31. Il tip tap del mistero (The Clue of the Tapping Heels) (1975), nº87
32. Il messaggio dell'usignolo (The Clue in the Jewel Box) (1975), nº95
33. Tra le grinfie del ciclope (Mystery of the Glowing Eye) (1976), nº102
34. La mappa del tesoro (The Quest'of the Missing Map) (1976), nº110
35. La città dimenticata (The Secret of the Forgotten City) (1977), nº115
36. La baia dello specchio (The Secret of Mirror Bay) (1977), nº121
37. L'uccello del malaugurio (The Double Jinx Mystery) (1978), nº127
38. Safari africano (The Spider Sapphire Mystery) (1978), nº133
39. Uno strano, vecchio orologio (The Secret of the Old Clock) (1979), n°139
40. Il guerriero di vetro (The Hidden Window Mystery) (1979), nº144
41. La locanda dei lillà (The Mystery at Lilac Inn) (1980), n°151
42. Quello strano profumo (The Secret of Red Gate Farm) (1980), nº160
43. La quercia indiana (The Message in the Hollow Oak) (1981), n°164
44. Il triplice inganno (The Triple Hoax) (1981), nº172
45. L'amuleto d'avorio (The Mystery of the Ivory Charm) (1984), n°173

## Filmografia

### Cinema
- Nancy Drew - Detective (1938)
- Nancy Drew... Reporter (1939)
- Nancy Drew... Trouble Shooter (1939)
- Nancy Drew and the Hidden Staircase (1939)
- Nancy Drew (2002)
- Nancy Drew (2007)
- Nancy Drew e il passaggio segreto (Nancy Drew and the Hidden Staircase) (2019)

### Televisione
- Nel tunnel dei misteri con Nancy Drew e gli Hardy Boys (1977-1978)
- C.F.N.D. Cosa farebbe Nancy Drew - settimo episodio della serie Sense8 (2015)
- Nancy Drew (2019) - The CW